# Tân La Văn Vũ Vương
Văn Vũ Vương (trị vì 661–681), tên thật là Kim Pháp Mẫn, là quốc vương thứ 30 của Tân La. Ông thường được coi là người trị vì đầu tiên của thời kỳ Tân La Thống nhất. Văn Vũ Vương là trưởng nam của Vũ Liệt Vương và Văn Minh phu nhân (Munmyeong, em gái của Kim Dữu Tín (Kim Yu-shin). Dưới thời kỳ cai trị của phụ thân, ông được cử giữ một chức vụ có trách nhiệm quản lý các công việc hàng hải, và giữ một vai trò then chốt trong liên kết ngoại giao với nhà Đường. Ông có tên húy là Pháp Mẫn (법민, 法敏, Beommin), và lấy tên Văn Vũ sau khi kế vị ngai vàng.

## Thống nhất Tam Quốc

### Phối hợp với nhà Đường diệt tàn dư Bách Tế
Văn Vũ Vương lên ngôi giữa cuộc xung đột kéo dài chống lại Bách Tế và Cao Câu Ly, một thời gian ngắn sau khi tướng Giai Bách (Gyebaek) và quân Bách Tế bị tướng quân Kim Dữu Tín đánh bại ở kinh đô Tứ Tỉ (Sabi) năm 660. Trong các trận đánh này, Tân La nhận được sự trợ giúp rất lớn của nhà Đường.
Hơn một thập kỷ sau cái chết của Thiện Đức nữ vương, Văn Vũ Vương vừa lên ngôi năm 661 đã cho xây dựng Tứ thiên vương tự (四天王寺, Sacheonwang-sa ý nói ngôi chùa của vị vua bốn phương) ngay tại mộ của Thiện Đức nữ vương.
Cùng năm 661, Tô Định Phương dẫn quân Đường đánh sang Cao Câu Ly. Văn Vũ Vương sai Kim Yu-shin chi viện cho quân Đường nhằm đè bẹp Cao Câu Ly. Tô Định Phương phá quân Cao Câu Ly ở Phối Giang , đoạt Mã Ấp Sơn (phía đông Bình Nhưỡng) làm doanh, rồi vây thành Bình Nhưỡng của Cao Câu Ly. Tuy nhiên, lúc này tình hình đã chuyển sang thế bất lợi cho quân Đường. Người dân Bách Tế và tướng Hắc Xỉ Thường Chi (Heukchi Sangji), Phúc Tín (Boksin) lập vua mới là Phù Dư Phong (từ Nhật Bản đời Thiên hoàng Tenji đưa về) lên ngôi, lại nổi dậy kháng Đường. Mặc dù vua Đường Cao Tông gửi thêm quân vào chiến trường, nhưng vẫn không thay đổi được tình hình. Năm 662, quân Đường lại bị Cao Câu Ly đánh bại nhiều lần, tổn thương nghiêm trọng, lại cộng thêm bão tuyết hoành hành. Tô Định Phương phải giải vây Bình Nhưỡng rồi rút quân Đường về nước. Kim Yu-shin cũng rút quân về Tân La.
Tô Định Phương của nhà Đường dường như rất muốn đánh bại tàn dư Bách Tế của Phù Dư Phong và Hắc Xỉ Thường Chi (Heukchi Sangji). Nhưng Hắc Xỉ Thường Chi đã liên tục giành chiến thắng và tái chiếm hơn 200 thành trì cũ của Bách Tế từ tay quân Đường.
Thiên hoàng Tenji của Nhật Bản lệnh cho 27.000 quân Nhật Bản do Abe no Hirafu (阿部比羅夫; A Bộ Bỉ La Phu) chỉ huy sang bán đảo Triều Tiên tham chiến cùng tàn dư Bách Tế chống lại quân Đường và quân Tân La do Kim Yu-shin chỉ huy. Lần đầu tiên lịch sử, quân đội Trung Quốc và Nhật Bản giao chiến với nhau. Tướng Phúc Tín dẫn tàn dư Bách Tế và Abe no Hirafu dẫn quân Nhật Bản liên tục tấn công vào nơi đóng quân của liên quân Tân La - Đường. Liên quân Tân La - Đường sau đó phản công lại và bao vây tàn dư Bách Tế và quân Nhật Bản tại một thành trì được gọi là thành Chu Lưu (Juryu, 주류성, 周留城). Tại thời điểm này, Phúc Tín dường như đã phản bội tàn dư Bách Tế. Phúc Tín đã giết chết nhà sư Dochim của tàn dư Bách Tế và tìm cách giết cả vua Phù Dư Phong. Tuy nhiên, Phù Dư Phong đã giết Phúc Tín trước và đào thoát đến Cao Câu Ly. Tàn dư Bách Tế khi đó do Hắc Xỉ Thường Chi chỉ huy. Tháng 8 năm 663, quân Đường và quân Tân La của Kim Yu-shin hoàn toàn đánh bại được tàn dư thế lực của Bách Tế và quân Nhật Bản tham chiến trên sông Hakusonkô (Bạch Thôn Giang, Nhật gọi là Hakusuki no E) ở Bách Tế. Trong trận này, tướng dưới quyền Hắc Xỉ Thường Chi là Yong Sak đã phản bội tàn dư Bách Tế khi quy hàng quân Đường nhưng Hắc Xỉ Thường Chi vẫn tiếp tục tiến lên đánh bại một số đội quân nhà Đường. Hắc Xỉ Thường Chi sau đó quy hàng quân Đường và được giải sang nhà Đường. Quân Nhật Bản thua xiểng liểng  phải rút chạy về Nhật Bản (đời Thiên hoàng Tenji). Vua Đường Cao Tông sai Lưu Nhân Quỹ trấn thủ Bách Tế, chuẩn bị chiến tranh với Cao Câu Ly. Thấy Hắc Xỉ Thường Chi của tàn dư Bách Tế là tướng tài, vua Đường Cao Tông phong cho Hắc Xỉ Thường Chi làm đại tướng của nhà Đường.
Năm 665 Văn Vũ Vương phong cho con trai cả là Kim Chính Minh làm thái tử.

### Phối hợp với nhà Đường diệt Cao Câu Ly
Tháng 6 năm 666, Đại ma li chi (thừa tướng nước Cao Câu Ly) là Uyên Cái Tô Văn (Yeon Gaesomun) chết, con trai trưởng là Uyên Nam Sinh (Yeon Namseng) bị hai em là Uyên Nam Kiến (Yeon Namgeom), Uyên Nam Sản (Yeon Namsan) đánh đuổi, Uyên Nam Sinh bỏ trốn, sai người sang nhà Đường cầu cứu. Vua Đường Cao Tông sai Khế Bật Hà Lực làm Liêu Đông đạo an phủ đại sứ, cùng Bàng Đồng Thiện, Cao Khản cùng nhau mượn danh nghĩa cứu Uyên Nam Sinh, thực chất là xâm lược Cao Câu Ly.
Sang đầu năm 667, vua Đường Cao Tông lại cử Lý Tích và Tiết Nhân Quý ra quân tiếp viện cho chiến trường Cao Câu Ly. Tiết Nhân Quý chiêu hàng Khã hãn Khiết Đan là Lý Tận Trung và Tôn Vạn Vinh, khiến họ cùng chinh phạt Cao Câu Ly với lời hứa giao Doanh Châu cho người Khiết Đan sau cuộc chiến. Uyên Nam Sinh (bị Đường Cao Tông đổi sang họ Toàn vì húy kỵ Đường Cao Tổ) dẫn quân Đường hạ 40 thành trì của Cao Câu Ly ở biên giới phía đông. Mùa thu cùng năm, Lý Tích vượt sông Liêu, chiếm Tân Thành ở Liêu Đông rồi hạ được 16 thành. Tiết Nhân Quý cùng Bàng Đồng Thiện, Cao Khản đại phá quân Cao Câu Ly của Uyên Nam Kiến, hợp quân với Uyên Nam Sinh (Yeon Namseng). Quân Đường của Lý Tích và quân Khiết Đan của Tiết Nhân Quý, Lý Tận Trung, Tôn Vạn Vinh bỏ qua thành Ansi (thành An Thị, ngôi thành từng đánh lui quân Đường của Đường Thái Tông vào 22 năm trước), nhanh chóng vượt qua tỉnh Liêu Ninh của Cao Câu Ly mà nhắm đến sông Áp Lục. Sau đó, Uyên Nam Kiến bố trí quân Cao Câu Ly phòng thủ theo tuyến sông Áp Lục, quân Đường của Lý Tích không thể vượt sông.
Đến mùa thu năm 668, Lý Tích mới đánh bại quân Cao Câu Ly của Uyên Nam Kiến dọc bờ sông Áp Lục và cho quân vượt sông Áp Lục, tiến đến bao vây thành Bình Nhưỡng. Nghe nhà Đường hứa sẽ chia đất Cao Câu Ly sau khi diệt Cao Câu Ly, Văn Vũ Vương phái Kim Yu-shin (金庾信, 김유신) dẫn quân lên bắc phối hợp với quân Đường diệt Cao Câu Ly. Em trai của Uyên Cái Tô Văn là Uyên Tịnh Thổ (Yeon Jeong-to) quy hàng quân Tân La của Kim Yu-shin. Quân Tân La của Kim Yu-shin nhanh chóng đến hội quân với Lý Tích để cùng vây đánh kinh đô Bình Nhưỡng của Cao Câu Ly.
Em của Uyên Nam Kiến là Uyên Nam Sản và một số quan lại của Cao Câu Ly đã đầu hàng quân Đường, song Uyên Nam Kiến và Cao Câu Ly Bảo Tạng Vương vẫn tiếp tục chiến đấu. Một vài ngày sau đó (vào tháng 11 năm 668), bộ tướng của Uyên Nam Kiến là hòa thượng Tín Thành (Shin Sung, 信誠) lén mở một cổng thành ra đầu hàng quân Đường. Quân Đường của Lý Tích và Tiết Nhân Quý, quân Tân La của Kim Yu-shin, quân Khiết Đan của Lý Tận Trung và Tôn Vạn Vinh, quân Cao Câu Ly trung thành với Uyên Nam Sinh (Yeon Namseng) tiến vào kinh thành Bình Nhưỡng của Cao Câu Ly. Vua Cao Câu Ly là Bảo Tạng Vương (Bojang Wang) phải đầu hàng và bị quân Đường giải sang nhà Đường. Đại ma li chi Uyên Nam Kiến (Yeon Namgeom) tự sát không thành và bị Uyên Nam Sinh (Yeon Namseng) cứu sống rồi bị giải sang nhà Đường cùng với Uyên Nam Sản (Yeon Namsan), Cao Xá Kê (Go Sagye). Cao Câu Ly bị diệt vong. Vua cũ của Bách Tế là Phù Dư Phong đang ở Cao Câu Ly cũng bị quân Đường bắt, bị giải sang nhà Đường và bị lưu đày đến miền nam nhà Đường.
Tại đất Cao Câu Ly, Đường Cao Tông bắt nhiều người dân chuyển sang sống ở Trung Quốc, không chia đất đã chiếm cho Tân La khiến Văn Vũ Vương oán hận, không giao Doanh Châu cho người Khiết Đan khiến Lý Tận Trung và Tôn Vạn Vinh oán hận. Tại những vùng đất đã chiếm, Đường Cao Tông lập ra An Đông đô hộ phủ (nhiệm sở tại Bình Nhưỡng), cử Ngụy Triết làm Kiếm giáo An Đông đô hộ và Tiết Nhân Quý làm Phó kiếm giáo An Đông đô hộ của An Đông đô hộ phủ. Quân Đường trấn giữ An Đông đô hộ phủ là 200.000 quân.
Sau khi các nhóm kháng chiến biệt lập nhỏ bé bị trừ khử, Văn Vũ Vương là người cai trị đầu tiên của bán đảo Triều Tiên thống nhất.

### Chiến tranh với Đường
Văn Vũ Vương sau đó phải đối mặt với thách thức trong việc giải phóng đất nước của mình khỏi sự đô hộ của nhà Đường. Sau sự sụp đổ của Cao Câu Ly, nhà Đường lập nên An Đông đô hộ phủ và nỗ lực nhằm đặt toàn bộ bán đảo Triều Tiên, bao gồm cả lãnh thổ Tân La trước đó, dưới tầm kiểm soát của mình. Để ngăn chặn điều này, Văn Vũ Vương đã tiến đến liên minh với các lãnh đạo phục quốc Cao Câu Ly như Kiếm Mưu Sầm (Geom Mojam) và Cao An Thắng (Go Anseung) ở Hán Thành (nay là Seoul, Hàn Quốc), và tổ chức một cuộc tấn công vào các lực lượng nhà Đường đang chiếm đóng lãnh thổ Bách Tế trước đây.
Vua Đường Cao Tông gọi Ngụy Triết về Trường An và phong cho Tiết Nhân Quý làm Kiêm giáo An Đông đô hộ năm 669. Vua Đường Cao Tông lệnh cho Tiết Nhân Quý di dời 78.000 dân Cao Câu Ly sang vùng Hoài Giang và Trường Giang của nhà Đường. Những người Cao Câu Ly nghèo và yếu ớt thì được bố trí làm lính gác ở An Đông đô hộ phủ. Sau đó vua Đường Cao Tông phong cho Cao Khản làm Liêu Đông Châu hành quân Tổng quản An Đông đô hộ thay cho Tiết Nhân Quý vào năm 670. Cùng năm 670, vua Đường Cao Tông phong Tiết Nhân Quý làm Hành quân Đại tổng quản, dẫn 5 vạn binh mã hộ tống quốc vương Thổ Cốc Hồn đánh quân Thổ Phồn để phục quốc. Trong trận Đại Phi Xuyên, Tiết Nhân Quý giao chiến với 20 vạn quân Thổ Phồn bị đại bại phải lui quân.
Cuộc chiến giữa Tân La và nhà Đường trên bán đảo Triều Tiên xảy ra từ năm 668 đến đầu thập niên 670. Năm 671, Tân La đánh bại quân Đường. Tháng 1 năm 673, An Đông đô hộ là Cao Khản đánh thắng quân Tân La một trận lớn, kìm chân được tham vọng của Tân La. Sau đó, Tiết Nhân Quý được vua Đường Cao Tông phong làm Tổng quản đạo Kê Lâm, hiệp trợ tàn quân Bách Tế, cùng quân Tân La và nghĩa quân Cao Câu Ly tác chiến. Cùng năm 673 nước Tân La phái quân hỗ trợ Cao An Thắng và Kiếm Mưu Sầm giữ Hán Thành (nay là Seoul), củng cố cho nước Cao Câu Ly mới. Tiết Nhân Quý nhiều lần phái quân Đường tấn công Hán Thành nhưng đều bị thất bại.
Đầu năm 674, nghĩa quân Cao Câu Ly và Tân La hợp sức đánh bại quân Đường ở núi Baekbing. Nhà Đường và đồng minh cũ là Tân La giao chiến liên miên, Văn Vũ Vương đã chiếm được phần lớn lãnh thổ Bách Tế và Cao Câu Ly cũ từ tay Đường và thúc đẩy kháng chiến chống lại triều đình nhà Đường ở Trung Hoa. Nhà Đường và đồng minh cũ là Tân La giao chiến liên miên, Văn Vũ Vương đã chiếm được phần lớn lãnh thổ Bách Tế và Cao Câu Ly cũ từ tay Đường và thúc đẩy kháng chiến chống lại triều đình nhà Đường ở Trung Hoa. Thấy Văn Vũ Vương đang giúp nghĩa quân Cao Câu Ly của Cao Câu Ly vương Cao An Thắng và Kiếm Mưu Sầm, hoàng đế Đường Cao Tông trong cơn giận dữ đã phong em trai của Văn Vũ Vương là Kim Nhân Vấn (Kim Inmun) làm vua Tân La và cử Lưu Nhân Quỹ, Lý Bật và Lý Cẩn cùng một đội quân đưa Kim Nhân Vấn đi tấn công Tân La. Quân Đường đánh bại Tân La ở đất Bách Tế. Văn Vũ Vương đã dâng thư tạ tội với vua Đường Cao Tông và đề nghị cống nạp cho nhà Đường. Hoàng đế Đường Cao Tông thu hồi lại lệnh tấn công cũng như sắc phong vương vị cho Kim Nhân Vấn. Rồi Văn Vũ Vương sai người yêu cầu vua Cao Câu Ly vương Cao An Thắng (Go Ansung) giết chết Đại ma li chi Kiếm Mưu Sầm (Geom Mojam) của ông ấy. Cao An Thắng giết xong Kiếm Mưu Sầm thì bỏ nghĩa quân Cao Câu Ly ở Hán Thành, chạy sang quy hàng Tân La cùng năm 674. Tại Tân La, Cao An Thắng được Văn Vũ Vương cấp phát cho một lãnh địa nhỏ và nơi đây ông ta lập ra vương quốc Phổ Đức (Bodeok, 보덕, 普德).
Năm 675, Lý Cẩn Hành (李謹行) đã dẫn quân Đường đánh đến lãnh thổ Tân La cùng với quân Mạt Hạt (lực lượng quy phụ nhà Đường, tổ tiên của người Nữ Chân). Tuy nhiên, quân Đường đã bị quân Tân La đánh bại trong trận thành Mãi Tiếu (Maeso), tuy nhiên các nguồn từ nhà Đường cho rằng phần thắng nghiêng về phía họ trong trận này cũng như trong các trận chiến khác với quân Tân La.
Trong khi đó ở vùng đất Cao Câu Ly và Bách Tế mà nhà Đường vừa chiếm được cũng xảy ra nhiều cuộc nổi loạn của người dân nhằm khôi phục quốc gia; cộng thêm sự công kích của Tân La. Bị kháng cự quyết liệt, đầu năm 676, vua Đường Cao Tông buộc phải dời An Đông đô hộ phủ ở Bình Nhưỡng về Liêu Thành (này là Liêu Ninh, Trung Quốc) thuộc Liêu Đông. An Đông đô hộ Cao Khản được vua Đường Cao Tông gọi về Trường An. Vua Tân La Văn Vũ vương của Tân La liền xua quân đánh chiếm quận Hùng Tân (Ungjin, lãnh thổ Bách Tế cũ), đánh lên phía bắc chiếm một số thành trì của An Đông đô hộ phủ ở phía nam thành Bình Nhưỡng, chiếm gần hết bán đảo Triều Tiên, nhưng không vượt qua được sông Đại Đồng. Chiến thắng này, cùng với việc duy trì sự độc lập của Tân La, thường được coi là một bước ngoặt quan trọng trong lịch sử Triều Tiên. Khoảng 20.000 người Cao Câu Ly di cư từ An Đông đô hộ phủ sang Tân La (đời vua Tân La Văn Vũ Vương) sinh sống.
Năm 677, vua Đường Cao Tông phong Bảo Tạng Vương, vua cũ của Cao Câu Ly, làm Triều Tiên vương và đưa đến An Đông đô hộ phủ ở Liêu Đông nhằm lợi dụng ông ta trấn an các thế lực phản loạn ở Cao Câu Ly. Còn Tiết Nhân Quý thì bị vua Đường Cao Tông biếm làm Thứ sử Tượng Châu. Sau đó vua Đường Cao Tông lại đổi phủ đô hộ An Đông từ Liêu Thành về Tân Thành (nay là Phú Thuận, Liêu Ninh, Trung Quốc), đồng thời đưa Phù Dư Long (Buyeo Yung) về cai trị quận Hùng Tân (Ungjin, lãnh thổ Bách Tế cũ) với mục đích tương tự như với Bảo Tạng Vương. Phù Dư Long nhanh chóng bị vua Văn Vũ Vương của Tân La đánh đuổi khỏi quận Hùng Tân. Còn Bảo Tạng Vương khi sang An Đông đô hộ phủ ở Liêu Đông thì lại có ý khôi phục quốc gia Cao Câu Ly, đã tập hợp nhiều quân sĩ và khí giới, thành lập hội Đông Minh Thiên Khí Cái Thế (東明天氣盖世) và liên minh với các bộ tộc Mạt Hạt (tổ tiên của người Nữ Chân) do Khất Tứ Bỉ Vũ (Gulsabiwu) cầm đầu tiến hành ám sát các quan lại nhà Đường ở An Đông đô hộ phủ. Tuy nhiên kế hoạch nổi dậy đánh chiếm An Đông đô hộ phủ thất bại, năm 681, quân Đường của Tiết Nhân Quý đánh bại quân Đông Minh Thiên của Bảo Tạng Vương, giải Bảo Tạng Vương sang nhà Đường lần 2 và lưu đày ông ta đến Ba Thục.

## Hậu chiến
Văn Vũ Vương trị vì Tân La Thống nhất trong hai mươi năm đến khi ông ngã bệnh năm 681. Trong giờ phút lâm chung, ông đã để lại di nguyện và chúc thư, và nhường ngôi cho vương tử là Kim Chính Minh (金政明), tức là vua Tân La Thần Văn Vương (Silla Sinmunwang). Trước khi qua đời, ông nói rằng: "Một nước vào bất kỳ lúc nào cũng không thể không có vua. Hãy để vương tử lên ngôi trước khi trẫm nằm trong áo quan. Hãy hỏa táng trẫm và rải tro ra vùng biển nơi những có những con cá voi sống. Trẫm sẽ hóa thành rồng và ngăn trở các cuộc ngoại xâm."
Thần Văn vương làm theo lới trăn trối và rải tro của ông tại Daewangam (Đại Vương nham), một đảo đá nhỏ cách đất liền khoảng 100 mét hoặc hơn. Hơn nữa, Thần Vũ Vương còn cho xây chùa Gomun (Cảm Ân tự) để thờ tự phụ thân, Thần Văn vương cũng cho xây một luồng nước để hải long có thể di chuyển giữa đất liền và đại dương, Thần Văn vương còn cho xây một đình nhìn ra hòn đảo nhỏ để tỏ lòng tôn kính Văn Vũ Vương.
Trong một giấc mộng, Văn Vũ Vương và vị tướng nổi tiếng Kim Dữu Tín (Kim Yu-shin) đã xuất hiện trước Thần Vũ Vương và nói với Thần Văn vương rằng: "Thổi sáo trúc sẽ làm bình yên thiên địa." Thần Văn vương thức dậy, tiến ra ngoài biển và đã nhận được một cây sáo trúc Monposikjuk. Nó nói rằng thổi sáo trúc gọi hồn Văn Vũ Vương và tướng quân Kim Dữu Tín và sẽ đẩy lùi được quân địch, chữa bệnh, cầu mưa trong thời gian hạn hán và ngăn mưa trong thời điểm lũ lụt.

## Tổ tiên
| \| \| \| \| \| \| \| \| \| \| \| \| \| \| \| \| \| \| \| \| 16. (26.) Chân Hưng Vương (Jinheung) \| \| \| \| \| \| \| \| \| \| \| \| \| \| \| \| \| \| \| \| \| \| \| \| \| \| \| \| \| \| \| \| \| \| \| \| \| \| \| \| \| \| \| \| \| \| \| \| \| \| \| \| \| \| 8. Chân Trí Vương (Jinji) \| \| \| \| \| \| \| \| \| \| \| \| \| \| \| \| \| \| \| \| \| \| \| \| \| \| \| \| \| \| \| \| \| \| \| \| \| \| \| \| \| \| \| \| \| \| \| \| \| \| \| \| \| \| 17. (27.) Tư Đạo Vương hậu Phác thị[10] \| \| \| \| \| \| \| \| \| \| \| \| \| \| \| \| \| \| \| \| \| \| \| \| \| \| \| \| \| \| \| \| \| \| \| \| \| \| \| \| \| \| \| \| \| \| \| \| \| \| \| \| \| \| 4. Kim Long Thụ (Kim Yongsu) \| \| \| \| \| \| \| \| \| \| \| \| \| \| \| \| \| \| \| \| \| \| \| \| \| \| \| \| \| \| \| \| \| \| \| \| \| \| \| \| \| \| \| \| \| \| \| \| \| \| \| \| \| \| 18. Khởi Ô Công (Ki-o)[11] \| \| \| \| \| \| \| \| \| \| \| \| \| \| \| \| \| \| \| \| \| \| \| \| \| \| \| \| \| \| \| \| \| \| \| \| \| \| \| \| \| \| \| \| \| \| \| \| \| \| \| \| \| \| 9. Tri Đạo Phu nhân Phác thị \| \| \| \| \| \| \| \| \| \| \| \| \| \| \| \| \| \| \| \| \| \| \| \| \| \| \| \| \| \| \| \| \| \| \| \| \| \| \| \| \| \| \| \| \| \| \| \| \| \| \| \| \| \| 19. Hưng Đạo Phu nhân Phác thị[10] \| \| \| \| \| \| \| \| \| \| \| \| \| \| \| \| \| \| \| \| \| \| \| \| \| \| \| \| \| \| \| \| \| \| \| \| \| \| \| \| \| \| \| \| \| \| \| \| \| \| \| \| \| \| 2. Thái Tông Vũ Liệt Vương \| \| \| \| \| \| \| \| \| \| \| \| \| \| \| \| \| \| \| \| \| \| \| \| \| \| \| \| \| \| \| \| \| \| \| \| \| \| \| \| \| \| \| \| \| \| \| \| \| \| \| \| \| \| 20. Thái tử Đồng Luân (Dongryun)[12] \| \| \| \| \| \| \| \| \| \| \| \| \| \| \| \| \| \| \| \| \| \| \| \| \| \| \| \| \| \| \| \| \| \| \| \| \| \| \| \| \| \| \| \| \| \| \| \| \| \| \| \| \| \| 10. Chân Bình Vương (Jinpyeong) \| \| \| \| \| \| \| \| \| \| \| \| \| \| \| \| \| \| \| \| \| \| \| \| \| \| \| \| \| \| \| \| \| \| \| \| \| \| \| \| \| \| \| \| \| \| \| \| \| \| \| \| \| \| 21. (15.) Vạn Hô Phu nhân Kim thị \| \| \| \| \| \| \| \| \| \| \| \| \| \| \| \| \| \| \| \| \| \| \| \| \| \| \| \| \| \| \| \| \| \| \| \| \| \| \| \| \| \| \| \| \| \| \| \| \| \| \| \| \| \| 5. Công chúa Thiên Minh \| \| \| \| \| \| \| \| \| \| \| \| \| \| \| \| \| \| \| \| \| \| \| \| \| \| \| \| \| \| \| \| \| \| \| \| \| \| \| \| \| \| \| \| \| \| \| \| \| \| \| \| \| \| 22. Cát Văn Vương Phúc Thắng (Galmunwang Bokseung)[13] \| \| \| \| \| \| \| \| \| \| \| \| \| \| \| \| \| \| \| \| \| \| \| \| \| \| \| \| \| \| \| \| \| \| \| \| \| \| \| \| \| \| \| \| \| \| \| \| \| \| \| \| \| \| 11. Ma Gia Vương hậu Kim thị \| \| \| \| \| \| \| \| \| \| \| \| \| \| \| \| \| \| \| \| \| \| \| \| \| \| \| \| \| \| \| \| \| \| \| \| \| \| \| \| \| \| \| \| \| \| \| \| \| \| \| \| \| \| 23. Tùng Hoa Công chủ Phác thị[14] \| \| \| \| \| \| \| \| \| \| \| \| \| \| \| \| \| \| \| \| \| \| \| \| \| \| \| \| \| \| \| \| \| \| \| \| \| \| \| \| \| \| \| \| \| \| \| \| \| \| \| \| \| \| 1. Văn Vũ Vương \| \| \| \| \| \| \| \| \| \| \| \| \| \| \| \| \| \| \| \| \| \| \| \| \| \| \| \| \| \| \| \| \| \| \| \| \| \| \| \| \| \| \| \| \| \| \| \| \| \| \| \| \| \| 24. Cừu Hành Vương của Kim Quan Già Da (Guhyeong) \| \| \| \| \| \| \| \| \| \| \| \| \| \| \| \| \| \| \| \| \| \| \| \| \| \| \| \| \| \| \| \| \| \| \| \| \| \| \| \| \| \| \| \| \| \| \| \| \| \| \| \| \| \| 12. Tướng quân Kim Vũ Lực (Kim Muryeok) \| \| \| \| \| \| \| \| \| \| \| \| \| \| \| \| \| \| \| \| \| \| \| \| \| \| \| \| \| \| \| \| \| \| \| \| \| \| \| \| \| \| \| \| \| \| \| \| \| \| \| \| \| \| 25. Quế Hoa Phu nhân \| \| \| \| \| \| \| \| \| \| \| \| \| \| \| \| \| \| \| \| \| \| \| \| \| \| \| \| \| \| \| \| \| \| \| \| \| \| \| \| \| \| \| \| \| \| \| \| \| \| \| \| \| \| 6. Tướng quân Kim Thư Huyền (Kim Seohyeon) \| \| \| \| \| \| \| \| \| \| \| \| \| \| \| \| \| \| \| \| \| \| \| \| \| \| \| \| \| \| \| \| \| \| \| \| \| \| \| \| \| \| \| \| \| \| \| \| \| \| \| \| \| \| 26. (16.) Chân Hưng Vương (Jinheung) \| \| \| \| \| \| \| \| \| \| \| \| \| \| \| \| \| \| \| \| \| \| \| \| \| \| \| \| \| \| \| \| \| \| \| \| \| \| \| \| \| \| \| \| \| \| \| \| \| \| \| \| \| \| 13. Công chúa A Dương \| \| \| \| \| \| \| \| \| \| \| \| \| \| \| \| \| \| \| \| \| \| \| \| \| \| \| \| \| \| \| \| \| \| \| \| \| \| \| \| \| \| \| \| \| \| \| \| \| \| \| \| \| \| 27. (17.) Tư Đạo Vương hậu Phác thị \| \| \| \| \| \| \| \| \| \| \| \| \| \| \| \| \| \| \| \| \| \| \| \| \| \| \| \| \| \| \| \| \| \| \| \| \| \| \| \| \| \| \| \| \| \| \| \| \| \| \| \| \| \| 3. Văn Minh Vương hậu Kim thị \| \| \| \| \| \| \| \| \| \| \| \| \| \| \| \| \| \| \| \| \| \| \| \| \| \| \| \| \| \| \| \| \| \| \| \| \| \| \| \| \| \| \| \| \| \| \| \| \| \| \| \| \| \| 28. Cát Văn Vương Lập Tông (Galmunwang Ipjong)[15] \| \| \| \| \| \| \| \| \| \| \| \| \| \| \| \| \| \| \| \| \| \| \| \| \| \| \| \| \| \| \| \| \| \| \| \| \| \| \| \| \| \| \| \| \| \| \| \| \| \| \| \| \| \| 14. Kim Túc Cật Tông (Kim Suk Heuljong) \| \| \| \| \| \| \| \| \| \| \| \| \| \| \| \| \| \| \| \| \| \| \| \| \| \| \| \| \| \| \| \| \| \| \| \| \| \| \| \| \| \| \| \| \| \| \| \| \| \| \| \| \| \| 29. (31.) Chỉ Thiệu Thái hậu Kim thị[16] \| \| \| \| \| \| \| \| \| \| \| \| \| \| \| \| \| \| \| \| \| \| \| \| \| \| \| \| \| \| \| \| \| \| \| \| \| \| \| \| \| \| \| \| \| \| \| \| \| \| \| \| \| \| 7. Vạn Minh Phu nhân Kim thị \| \| \| \| \| \| \| \| \| \| \| \| \| \| \| \| \| \| \| \| \| \| \| \| \| \| \| \| \| \| \| \| \| \| \| \| \| \| \| \| \| \| \| \| \| \| \| \| \| \| \| \| \| \| 30. Lý Hoa lang (Lee Hwarang)[17] \| \| \| \| \| \| \| \| \| \| \| \| \| \| \| \| \| \| \| \| \| \| \| \| \| \| \| \| \| \| \| \| \| \| \| \| \| \| \| \| \| \| \| \| \| \| \| \| \| \| \| \| \| \| 15. (21.) Vạn Hô Phu nhân Kim thị \| \| \| \| \| \| \| \| \| \| \| \| \| \| \| \| \| \| \| \| \| \| \| \| \| \| \| \| \| \| \| \| \| \| \| \| \| \| \| \| \| \| \| \| \| \| \| \| \| \| \| \| \| \| 31. (29.) Chỉ Thiệu Thái hậu Kim thị \| \| \| \| \| \| \| \| \| \| \| \| \| \| \| \| \| \| \| \| \| \| \| \| \| \| \| \| \| \| \| \| \| \| \| \| \| \| \| \| \| \| \| \| \| \| \| \| \| \| \| \| |                                                    |  |  |  |  |  |  |  |  |  |  |  |  |  |  |  |
| |                                                    |  |  |  |  |  |  |  |  |  |  |  |  |  |  |  |
| | 16. (26.) Chân Hưng Vương (Jinheung)               |  |  |  |  |  |  |  |  |  |  |  |  |  |  |  |
| |                                                    |  |  |  |  |  |  |  |  |  |  |  |  |  |  |  |
| |                                                    |  |  |  |  |  |  |  |  |  |  |  |  |  |  |  |
| | 8. Chân Trí Vương (Jinji)                          |  |  |  |  |  |  |  |  |  |  |  |  |  |  |  |
| |                                                    |  |  |  |  |  |  |  |  |  |  |  |  |  |  |  |
| |                                                    |  |  |  |  |  |  |  |  |  |  |  |  |  |  |  |
| | 17. (27.) Tư Đạo Vương hậu Phác thị                |  |  |  |  |  |  |  |  |  |  |  |  |  |  |  |
| |                                                    |  |  |  |  |  |  |  |  |  |  |  |  |  |  |  |
| |                                                    |  |  |  |  |  |  |  |  |  |  |  |  |  |  |  |
| | 4. Kim Long Thụ (Kim Yongsu)                       |  |  |  |  |  |  |  |  |  |  |  |  |  |  |  |
| |                                                    |  |  |  |  |  |  |  |  |  |  |  |  |  |  |  |
| |                                                    |  |  |  |  |  |  |  |  |  |  |  |  |  |  |  |
| | 18. Khởi Ô Công (Ki-o)                             |  |  |  |  |  |  |  |  |  |  |  |  |  |  |  |
| |                                                    |  |  |  |  |  |  |  |  |  |  |  |  |  |  |  |
| |                                                    |  |  |  |  |  |  |  |  |  |  |  |  |  |  |  |
| | 9. Tri Đạo Phu nhân Phác thị                       |  |  |  |  |  |  |  |  |  |  |  |  |  |  |  |
| |                                                    |  |  |  |  |  |  |  |  |  |  |  |  |  |  |  |
| |                                                    |  |  |  |  |  |  |  |  |  |  |  |  |  |  |  |
| | 19. Hưng Đạo Phu nhân Phác thị                     |  |  |  |  |  |  |  |  |  |  |  |  |  |  |  |
| |                                                    |  |  |  |  |  |  |  |  |  |  |  |  |  |  |  |
| |                                                    |  |  |  |  |  |  |  |  |  |  |  |  |  |  |  |
| | 2. Thái Tông Vũ Liệt Vương                         |  |  |  |  |  |  |  |  |  |  |  |  |  |  |  |
| |                                                    |  |  |  |  |  |  |  |  |  |  |  |  |  |  |  |
| |                                                    |  |  |  |  |  |  |  |  |  |  |  |  |  |  |  |
| | 20. Thái tử Đồng Luân (Dongryun)                   |  |  |  |  |  |  |  |  |  |  |  |  |  |  |  |
| |                                                    |  |  |  |  |  |  |  |  |  |  |  |  |  |  |  |
| |                                                    |  |  |  |  |  |  |  |  |  |  |  |  |  |  |  |
| | 10. Chân Bình Vương (Jinpyeong)                    |  |  |  |  |  |  |  |  |  |  |  |  |  |  |  |
| |                                                    |  |  |  |  |  |  |  |  |  |  |  |  |  |  |  |
| |                                                    |  |  |  |  |  |  |  |  |  |  |  |  |  |  |  |
| | 21. (15.) Vạn Hô Phu nhân Kim thị                  |  |  |  |  |  |  |  |  |  |  |  |  |  |  |  |
| |                                                    |  |  |  |  |  |  |  |  |  |  |  |  |  |  |  |
| |                                                    |  |  |  |  |  |  |  |  |  |  |  |  |  |  |  |
| | 5. Công chúa Thiên Minh                            |  |  |  |  |  |  |  |  |  |  |  |  |  |  |  |
| |                                                    |  |  |  |  |  |  |  |  |  |  |  |  |  |  |  |
| |                                                    |  |  |  |  |  |  |  |  |  |  |  |  |  |  |  |
| | 22. Cát Văn Vương Phúc Thắng (Galmunwang Bokseung) |  |  |  |  |  |  |  |  |  |  |  |  |  |  |  |
| |                                                    |  |  |  |  |  |  |  |  |  |  |  |  |  |  |  |
| |                                                    |  |  |  |  |  |  |  |  |  |  |  |  |  |  |  |
| | 11. Ma Gia Vương hậu Kim thị                       |  |  |  |  |  |  |  |  |  |  |  |  |  |  |  |
| |                                                    |  |  |  |  |  |  |  |  |  |  |  |  |  |  |  |
| |                                                    |  |  |  |  |  |  |  |  |  |  |  |  |  |  |  |
| | 23. Tùng Hoa Công chủ Phác thị                     |  |  |  |  |  |  |  |  |  |  |  |  |  |  |  |
| |                                                    |  |  |  |  |  |  |  |  |  |  |  |  |  |  |  |
| |                                                    |  |  |  |  |  |  |  |  |  |  |  |  |  |  |  |
| | 1. Văn Vũ Vương                                    |  |  |  |  |  |  |  |  |  |  |  |  |  |  |  |
| |                                                    |  |  |  |  |  |  |  |  |  |  |  |  |  |  |  |
| |                                                    |  |  |  |  |  |  |  |  |  |  |  |  |  |  |  |
| | 24. Cừu Hành Vương của Kim Quan Già Da (Guhyeong)  |  |  |  |  |  |  |  |  |  |  |  |  |  |  |  |
| |                                                    |  |  |  |  |  |  |  |  |  |  |  |  |  |  |  |
| |                                                    |  |  |  |  |  |  |  |  |  |  |  |  |  |  |  |
| | 12. Tướng quân Kim Vũ Lực (Kim Muryeok)            |  |  |  |  |  |  |  |  |  |  |  |  |  |  |  |
| |                                                    |  |  |  |  |  |  |  |  |  |  |  |  |  |  |  |
| |                                                    |  |  |  |  |  |  |  |  |  |  |  |  |  |  |  |
| | 25. Quế Hoa Phu nhân                               |  |  |  |  |  |  |  |  |  |  |  |  |  |  |  |
| |                                                    |  |  |  |  |  |  |  |  |  |  |  |  |  |  |  |
| |                                                    |  |  |  |  |  |  |  |  |  |  |  |  |  |  |  |
| | 6. Tướng quân Kim Thư Huyền (Kim Seohyeon)         |  |  |  |  |  |  |  |  |  |  |  |  |  |  |  |
| |                                                    |  |  |  |  |  |  |  |  |  |  |  |  |  |  |  |
| |                                                    |  |  |  |  |  |  |  |  |  |  |  |  |  |  |  |
| | 26. (16.) Chân Hưng Vương (Jinheung)               |  |  |  |  |  |  |  |  |  |  |  |  |  |  |  |
| |                                                    |  |  |  |  |  |  |  |  |  |  |  |  |  |  |  |
| |                                                    |  |  |  |  |  |  |  |  |  |  |  |  |  |  |  |
| | 13. Công chúa A Dương                              |  |  |  |  |  |  |  |  |  |  |  |  |  |  |  |
| |                                                    |  |  |  |  |  |  |  |  |  |  |  |  |  |  |  |
| |                                                    |  |  |  |  |  |  |  |  |  |  |  |  |  |  |  |
| | 27. (17.) Tư Đạo Vương hậu Phác thị                |  |  |  |  |  |  |  |  |  |  |  |  |  |  |  |
| |                                                    |  |  |  |  |  |  |  |  |  |  |  |  |  |  |  |
| |                                                    |  |  |  |  |  |  |  |  |  |  |  |  |  |  |  |
| | 3. Văn Minh Vương hậu Kim thị                      |  |  |  |  |  |  |  |  |  |  |  |  |  |  |  |
| |                                                    |  |  |  |  |  |  |  |  |  |  |  |  |  |  |  |
| |                                                    |  |  |  |  |  |  |  |  |  |  |  |  |  |  |  |
| | 28. Cát Văn Vương Lập Tông (Galmunwang Ipjong)     |  |  |  |  |  |  |  |  |  |  |  |  |  |  |  |
| |                                                    |  |  |  |  |  |  |  |  |  |  |  |  |  |  |  |
| |                                                    |  |  |  |  |  |  |  |  |  |  |  |  |  |  |  |
| | 14. Kim Túc Cật Tông (Kim Suk Heuljong)            |  |  |  |  |  |  |  |  |  |  |  |  |  |  |  |
| |                                                    |  |  |  |  |  |  |  |  |  |  |  |  |  |  |  |
| |                                                    |  |  |  |  |  |  |  |  |  |  |  |  |  |  |  |
| | 29. (31.) Chỉ Thiệu Thái hậu Kim thị               |  |  |  |  |  |  |  |  |  |  |  |  |  |  |  |
| |                                                    |  |  |  |  |  |  |  |  |  |  |  |  |  |  |  |
| |                                                    |  |  |  |  |  |  |  |  |  |  |  |  |  |  |  |
| | 7. Vạn Minh Phu nhân Kim thị                       |  |  |  |  |  |  |  |  |  |  |  |  |  |  |  |
| |                                                    |  |  |  |  |  |  |  |  |  |  |  |  |  |  |  |
| |                                                    |  |  |  |  |  |  |  |  |  |  |  |  |  |  |  |
| | 30. Lý Hoa lang (Lee Hwarang)                      |  |  |  |  |  |  |  |  |  |  |  |  |  |  |  |
| |                                                    |  |  |  |  |  |  |  |  |  |  |  |  |  |  |  |
| |                                                    |  |  |  |  |  |  |  |  |  |  |  |  |  |  |  |
| | 15. (21.) Vạn Hô Phu nhân Kim thị                  |  |  |  |  |  |  |  |  |  |  |  |  |  |  |  |
| |                                                    |  |  |  |  |  |  |  |  |  |  |  |  |  |  |  |
| |                                                    |  |  |  |  |  |  |  |  |  |  |  |  |  |  |  |
| | 31. (29.) Chỉ Thiệu Thái hậu Kim thị               |  |  |  |  |  |  |  |  |  |  |  |  |  |  |  |
| |                                                    |  |  |  |  |  |  |  |  |  |  |  |  |  |  |  |
| |                                                    |  |  |  |  |  |  |  |  |  |  |  |  |  |  |  |